# Gimme Indie Rock!
Gimme Indie Rock! è un extended play della band statunitense Sebadoh, pubblicato nel 1991. Tutti i brani vennero poi inclusi nella ristampa dell'album III.

## Tracce
1. Gimme Indie Rock – 3:23 (Lou Barlow)
2. Ride the Darker Wave – 1:42
3. Red Riding Good – 1:53 (Lou Barlow)
4. New King – 2:27 (Jason Loewenstein)
5. Calling Yog Soggoth – 2:59 (Eric Gaffney)

## Formazione
- Jason Loewenstein: basso, batteria e voce
- Lou Barlow: chitarra e voce
- Eric Gaffney: batteria